# Cristóbal Cruz
Pour les articles homonymes, voir Cruz.
Cristóbal Cruz est un boxeur mexicain né le 19 mai 1977 dans le Chiapas.

## Carrière
Il remporte la ceinture de champion du monde poids plumes IBF laissé vacante par Robert Guerrero en battant aux points par décision partagée Orlando Salido le 23 octobre 2008.
Cruz conserve cette ceinture le 14 février 2009 aux dépens du français Cyril Thomas à Saint-Quentin (victoire à nouveau aux points), le 11 juillet face à Jorge Solis et le 19 décembre face à Ricardo Castillo malgré un match nul technique prononcé au 3e round à la suite d'un choc de têtes. Le 15 mai 2010, il perd le combat revanche contre son compatriote Salido aux points.